# Seifenbach (Schwarzwasser)
Der Seifenbach, historisch meist Seifenbächel, ist ein rechter Nebenbach des Schwarzwassers auf dem Gebiet von Johanngeorgenstadt im sächsischen Erzgebirge. Der Bach hat im Gegensatz zum schräg gegenüberliegenden Kirschbächel bis heute seinen natürlichen Verlauf bewahrt.
Der Seifenbach entspringt am Rabenberg (Erzgebirge) und mündet im Johanngeorgenstädter Ortsteil Steigerdorf unweit des Friedrich August Stollns in das Schwarzwasser. Durch das untere Tal des Seifenbaches führt ein Fahrweg.
Seit dem 16. Jahrhundert wurde im Tal der Seifenbaches Bergbau betrieben, wovon noch heute einige Reste zu erkennen sind.